# کراوتایم (تورینگن)
کراوتایم (به آلمانی: Krautheim) یک شهر در آلمان است که در وایمارر لاند واقع شده‌است. کراوتایم ۴۹۰ نفر جمعیت دارد.